# Shigemi Ikeda
Shigemi Ikeda (池田繁美?, Ikeda Shigemi; 5 novembre 1954 – 13 ottobre 2024) è stato un direttore artistico di anime giapponese.

## Biografia
Ha debuttato nel 1981 lavorando nella serie televisiva anime Hyakujû-ô Goraion, conosciuta sul mercato occidentale come Voltron. Al 2008 ha lavorato in circa trenta serie animate, oltre che in alcuni videogiochi fra cui Inuyasha: A Feudal Fairy Tale e Final Fantasy VII. Nel 2009 ha vinto un Emmy Award nella categoria Outstanding Individual Achievement in Animation per il suo lavoro in Afro Samurai..
Fra gli altri anime a cui ha lavorato si possono citare Aura Battler Dunbine, Bubblegum Crisis, Bastard!!, Basilisk: I segreti mortali dei ninja, Cyborg 009, Inuyasha, Mugen no Ryvius, Magica Pretty Sammy, Mobile Suit Gundam: Il contrattacco di Char, Mobile Suit Gundam F91, Kidō senshi Victory Gundam Gundam ZZ, Battle athletes daiundōkai, Gantz e Mashin eiyūden Wataru e my hero academia